# Everybody's Golf
Everybody's Golf (みんなのGOLF, Minna no Golf) est une série de jeux vidéo de golf éditée par Sony Computer Entertainment.

## Liste des jeux
| Année | Titre                       | Plates-formes                      | Développeur      |
| ----- | --------------------------- | ---------------------------------- | ---------------- |
| 1997  | Everybody's Golf (1997)     | PlayStation                        | Camelot Software |
| 1999  | Everybody's Golf 2          | PlayStation                        | Clap Hanz        |
| 2001  | Everybody's Golf 3          | PlayStation 2                      | Clap Hanz        |
| 2003  | Everybody's Golf 4          | PlayStation 2                      | Clap Hanz        |
| 2004  | Everybody's Golf Portable   | PlayStation Portable               | Clap Hanz        |
| 2006  | Everybody's Tennis          | PlayStation 2                      | Clap Hanz        |
| 2007  | Everybody's Golf 5          | PlayStation 3                      | Clap Hanz        |
| 2007  | Everybody's Golf Portable 2 | PlayStation Portable               | Clap Hanz        |
| 2010  | Everybody's Tennis Portable | PlayStation Portable               | Clap Hanz        |
| 2011  | Everybody's Golf 6          | PlayStation Vita, PlayStation 3    | Clap Hanz        |
| 2017  | Everybody's Golf (2017)     | PlayStation 4                      | Clap Hanz        |
| 2025  | Everybody's Golf Hot Shot   | Playstation 5, Nintendo Switch, PC | TBA              |